# Bentley Motors
Bentley Motors Ltd. ([ˈbɛːntli]) — британская автомобилестроительная компания, специализирующаяся на производстве автомобилей класса «люкс». С 1998 года входит в состав немецкого концерна Volkswagen AG.

## История
Перед Первой мировой войной Уолтер Оуэн Бентли (англ. Walter Owen Bentley) и его брат Гораций Миллнер Бентли продавали французские автомобили DFP (Doriot, Flandrin & Parant) в Криклвуде (Cricklewood, северный Лондон). Но при этом Уолтер Бентли всегда хотел проектировать и строить свои собственные автомобили и в 1913 году на заводе DFP он заметил алюминиевое пресс-папье и подумал, что алюминий может быть подходящей заменой для чугуна в изготовлении более лёгких поршней. Первые алюминиевые поршни Bentley устанавливались на авиационные двигатели истребителя Сопвич Кэмел (Sopwith Camel) во время Первой мировой войны.
Уолтер Бентли зарегистрировал Bentley Motors Ltd. в августе 1919 года, а в октябре он представил на Лондонском автосалоне автомобильное шасси с имитацией двигателя. Бывший офицер Королевского летного корпуса Клайв Галлоп разработал инновационный четырёхклапанный двигатель. К декабрю двигатель был построен и запущен. Поставка первых автомобилей была запланирована на июнь 1920 года, но разработка заняла больше времени, чем предполагалось, поэтому срок был перенесен на сентябрь 1921 года. Долговечность первых автомобилей Bentley заслужила всеобщее признание, они участвовали в соревнованиях по подъёму на холмы и гонках в Бруклендсе.
Первым крупным событием Bentley стала гонка Indianapolis 500 1922 года, в которой доминировали специализированные автомобили с гоночным шасси Duesenberg. Они вошли в модифицированный дорожный автомобиль, которым управлял заводской водитель Дуглас Хоукс (Douglas Hawkes) в сопровождении механика Х. С. «Берти» Браунинга. Хоукс завершил полные 500 миль (800 км) и финишировал 13-м со средней скоростью 74,95 миль в час (120,62 км / ч) после старта с 19-го места. 
Затем команду срочно отправили обратно в Англию, чтобы принять участие в 1922 году в Турист Трофи (Tourist Trophy).
В конце 1930 года Bentley выпустила свою самую престижную модель — 8L. Она стала «лебединой песней» фирмы как независимой.
Компания Rolls-Royce приобрела активы Bentley Motors (1919) Ltd и сформировала дочернюю компанию Bentley Motors (1931) Ltd. При этом «Роллс-Ройс» также  приобрела выставочные залы «Бентли» на Корк-стрит, станцию техобслуживания в Кингсбери, комплекс в Криклвуде и услуги самого Bentley. При этом Bentley не позаботилась о регистрации своей торговой марки, поэтому Rolls-Royce немедленно это сделала. Они также продали фабрику в Криклвуде в 1932 году. Производство было остановлено на два года, а затем возобновилось на заводе Rolls-Royce в Дерби. 
2011 год стал для компании успешным, предыдущие два были убыточными. 
Результаты продаж последних 15 лет:
| Год        | Прибыль | Персонал | Всего реализация | США реализация | Китай реализация | Европа без Великобритании реализация | Великобритания реализация | Другие реализации |
| ---------- | ------- | -------- | ---------------- | -------------- | ---------------- | ------------------------------------ | ------------------------- | ----------------- |
| 1998       |         | 1500     | 414              |                |                  |                                      |                           |                   |
| 1999       |         |          | 1001             |                |                  |                                      |                           |                   |
| 2000       |         |          | 1469             |                |                  |                                      |                           |                   |
| 2001       |         |          | 1429             |                |                  |                                      |                           |                   |
| 2002       |         |          | 1157             |                | 36               |                                      |                           |                   |
| 2003       |         |          | 1017             |                |                  |                                      |                           |                   |
| 2004       |         |          | 7411             |                |                  |                                      |                           |                   |
| 2005       |         |          | 8627             | 3654           | 500              |                                      |                           |                   |
| 2006       | +137    |          | 9387             |                |                  |                                      |                           |                   |
| 2007       | +155    |          | 10014            |                |                  |                                      |                           |                   |
| 2008       | +10     |          | 7605             |                |                  |                                      |                           |                   |
| 2009       | -194    | 3500     | 4616             | 1433           | 489              |                                      | 897                       |                   |
| 2010       | -245    |          | 5117             | 1525           | 910              | 776                                  | 982                       | 924               |
| 2011       | 8       | 4000     | 7003             | 2021           | 1839             | 1187                                 | 1031                      | 925               |
| 2012 1 кв. |         |          | 1759             | 468            | 578              | 207                                  | 233                       | 273               |

Источники: Volkswagen AG Annual Reports (за исключением 2012)
- 1998: Arnage saloon
- 1999: Hunaudieres Concept
- 2002: State Limousine
- 2003: Continental GT coupé
- 2005: Continental Flying Spur saloon
- 2006: Azure convertible
- 2006: Continental GT convertible
- 2007: Continental GT Speed coupé
- 2008: Bentley Brooklands coupé
- 2008: Bentley Continental Flying Spur (2005) Speed saloon
- 2009: Continental GTC Speed
- 2009: Azure T
- 2009: Arnage Final Series saloon
- 2009: Continental Supersports
- 2009: Bentley Zagato GTZ[10]
- 2010: Bentley Mulsanne
- 2011: Continental GT (второе поколение)

В 2022 году компания Bentley Motors продала рекордные 15 174 автомобиля, это больше на 4 % прошлого рекорда, который поставила компания в 2021 году.

## Старые модели
- Bentley 3 Litre (1921—1929)
- Bentley 6½ L (1926—1930)
  - Bentley Speed Six (1928—1930)
- Bentley 4½ L (1926—1930)
  - Bentley Blower (1928—1930)
- Bentley 8 L (1930—1931)
- Bentley 4 L (1931)
- Bentley 3½ L (1933—1937)
  - Bentley 4¼ L (1936—1939)
- Bentley Mark V (1939—1941)
  - Bentley Corniche (1939)
- Bentley Mark VI (1946—1952)
- Bentley Serie R Continental (1952—1955)
- Bentley S1 Continental (1955—1959)
- Bentley S2 Continental (1959—1962)
- Bentley S3 Continental (1962—1965)
- Bentley Serie T (1965—1980)
  - Bentley T1 (1965—1977)
  - Bentley T2 (1977—1980)
- Bentley Corniche (1971—1984)
  - Bentley Continental (1984—1995)
    - Bentley Continental Turbo (1992—1995)
- Bentley Camargue (1975—1986)
- Bentley Mulsanne (1980—1987)
  - Bentley Mulsanne L limousine (1984—1988)
  - Bentley Mulsanne Turbo (1982—1985)
  - Bentley Mulsanne S (1987—1992)
  - Bentley Mulsanne(2010—2020)
  - Bentley Eight (1984—1992)
  - Bentley Turbo R (1985—1995)
  - Bentley Continental R (1991—2002)
    - Bentley Continental R Mulliner (1999—2003)
    - Bentley Continental S (1994—1995)

  - Bentley Brooklands (1992—1998)
- Bentley Brooklands(2008—2011)
  -     - Bentley Brooklands R (1996—1998)

  - Bentley Turbo S (1994—1995)
  - Bentley Turbo R (1995—1997)
    - Bentley Turbo R Sport (1996)

  - Bentley Azure (1995—2003)
  - Bentley Azure (2006—2009)
    - Bentley Azure Mulliner (1999—2002)

  - Bentley Arnage (1998—2008)
  - Bentley Continental T (1996—2002)
    - Bentley Continental T Mulliner (1999)

  - Bentley Turbo RT (1997—1998)
- Bentley Dominator (1994) — специальный заказ для Султана Брунея. Было изготовлено 6 внедорожников от Bentley. Цена каждого — 3 млн фунтов-стерлингов.

## Модельный ряд
В 2021 году модельный ряд компании составляют следующие модели :
- Bentley Flying Spur
- Bentley Continental GT
- Bentley Bentayga

В июле 2011 года компания Bentley заявила о намерении выпустить свой первый (не считая «Bentley Dominator») кроссовер.
Весной 2012 года на Женевском автосалоне был представлен концепт внедорожника Bentley EXP 9 °F. 23 июля 2013 года Bentley официально подтвердила, что внедорожник будет строиться в г. Кру (Crewe, Англия) и поступит в продажу в 2016 году. 

Официальное название первого серийного внедорожника — Bentley Bentayga. Ориентировочная стоимость — более 200 000 евро. Стоимость некоторых автомобилей может составлять до 600 000 евро. К примеру, одна из опций — это часы Breitling Tourbillion в салоне. Квота в 3600 автомобилей на 2016 г. полностью раскуплена в середине 2015 г. Первые 500 автомобилей получили обозначение First Edition. Первым владельцем первого автомобиля стала королева Елизавета II.
В 2020 году было рассказано о спорткаре Mulliner Bacalar, тираж которого составит 12 экземпляров, цена каждого будет от 1,5 млн фунтов стерлингов.
5 ноября 2020 года компания Bentley представила свою стратегию развития на ближайшие десять лет, которая направлена на снижение ущерба экологии посредством выпуска более технологичных автомобилей. В рамках этой стратегии к 2026 году Bentley перейдет на выпуск гибридных и полностью электрических автомобилей, а к 2030 году — начнет выпускать только полностью электрические автомобили.